# 厚母元総
厚母 元総（あつも もとふさ）は、戦国時代から安土桃山時代にかけての武将。毛利氏の家臣。父は厚母元員。安芸国の戦国大名・毛利元就の同族。

## 出自
毛利元春の次男である毛利元房を祖とし、元房の子・元光の代から大内氏の麾下に属して、長門国豊西郡厚母郷などに所領を与えられた。元光以降は元秀、元貞、元種、元員、元総と系譜が続く。

## 生涯
毛利氏家臣である厚母元員の子として生まれる。
永禄11年（1568年）2月12日に毛利輝元の加冠状を受けて元服し、「元」の偏諱を与えられて「元総」と名乗った。
天正14年（1586年）4月6日、祖父・元種の譲状の旨に従って、輝元より父・元員と連名で長門国豊西郡厚母郷100石の内の70石、長門国美祢郡於福郷上田代村10石、厚母郷内の国衙の諸名田中の名主職などを安堵される。
天正20年（1592年）4月から始まる文禄の役に従軍し朝鮮へ渡海したが、同年8月17日に戦死した。元総の戦死により、幼少の嫡男・元知が後を継いだが、幼少であることを理由に所領を輝元に没収された。
また、かつて祖父・元種が毛利元就・隆元父子に自家の系図を献上する代わりに与えられた、裏書に元就と隆元の署名のある系図の写しが、元総の戦死の際に紛失している。